# Raíssa de Alexandria
Raíssa de Alexandria é uma mártir venerada pela Igreja Católica Romana e pela Igreja Ortodoxa.
De acordo com um relato, ela era filha de um sacerdote Cristão que vivia em Alexandria, no Egito. Aos doze anos, ela foi viver para um mosteiro feminino em Tamman. Certo dia, em 303 d.C., durante um período de larga perseguição aos Cristãos durante o reinado do imperador Diocleciano, ela foi a um poço para buscar água com outras monjas. Durante o caminho, viram um navio com um grupo de monjes, monjas e outros cristãos acorrentados, a serem abusados por Loukianos. Santa Raíssa repreendeu os abusadores e insistiou para que, se fossem matar os Cristãos, que a matassem também. Eles prenderam-na também. Quando o navio chegou a Antinoópolis, ela foi a primeira a morrer. Quando Loukianos gritou "Eu cuspo no Deus Cristão", Santa Raíssa, contestou-o, avançando e cuspindo na cara do tirano. Loukianos ordenou, então, que ela fosse torturada e decapitada. 